# Pește (simbol)
Peștele a fost un simbol al creștinismului în timpul persecuțiilor. Acesta se afla pictat în bisericile creștinilor. Biserica Ortodoxă dă, în unele posturi, dezlegare la pește.